# Unison (musikalbum)
Unison är ett studioalbum av den kanadensiska sångaren Céline Dion. Det gavs ut den 2 april 1990 och innehåller 10 låtar.

## Låtlista
| Nr  | Titel                            | Längd |
| --- | -------------------------------- | ----- |
| 1.  | (If There Was) Any Other Way     | 4:00  |
| 2.  | If Love Is Out Of The Question   | 3:53  |
| 3.  | Where Does My Heart Beat Now     | 4:33  |
| 4.  | The Last to Know                 | 4:35  |
| 5.  | I'm Loving Every Moment with You | 4:08  |
| 6.  | Love by Another Name             | 4:51  |
| 7.  | Unison                           | 4:13  |
| 8.  | I Feel Too Much                  | 4:09  |
| 9.  | If We Could Start Over           | 4:22  |
| 10. | Have a Heart                     | 4:14  |

## Listplaceringar
| Lista | Topplacering |
| ----- | ------------ |
| Norge | 8            |